# Kubaniana malutka
Kubaniana malutka (Cubanana cristinae) – gatunek pająka z rodziny ptasznikowatych. Jedyny z monotypowego rodzaju kubaniana (Cubanana). Zamieszkuje Kubę.

## Taksonomia
Gatunek ten opisany został po raz pierwszy w 2008 roku przez Davida Ortiza. Jako lokalizację typową autor wskazał El Yayal w kubańskiej prowincji Holguín.

## Morfologia
Niewielkich rozmiarów ptasznikowaty. U samców długość ciała wynosi od 16 do 20 mm, długość karapaksu od 6,5 do 7,4 mm, a szerokość karapaksu od 5,7 do 6,5 mm. U samic długość ciała wynosi od 16,4 do 20,9 mm, długość karapaksu od 5,6 do 7,3 mm, a jego szerokość od 5 do 6,5 mm. U samców karapaks jest ciemnobrązowy, ale gęsto porośnięty owłosieniem rudobrązowym z żółtawym i zielonkawym połyskiem. U samic owłosienie karapaksu jest rzadsze i pozbawione odcieni żółtawych i zielonkawych. Część głowowa karapaksu jest słabo wyniesiona. Oczy pary przednio-środkowej leżą na tej samej wysokości co oczy pary przednio-bocznej lub bardziej z tyłu od nich. Oczy pary tylno-bocznej leżą bardziej z tyłu niż pary tylno-środkowej. Jamka karapaksu jest szeroka i zakrzywiona. Barwa szczęk, wargi dolnej, sternum i bioder jest żółtaworudobrązowa. Szczęki mają u samców od 105 do 127, a u samic od 107 do 156 kuspuli. Z kolei na wardze dolnej kuspuli jest od 33 do 45 u samców i od 18 do 58 u samic. Brak jest aparatu strydulacyjnego. Odnóża owłosione są taką barwą jak karapaks, nieco ciemniejszą jedynie na goleniach, nadstopiach i stopach. Uda ostatniej pary mają na tylno-bocznej powierzchni łatę włosków orzęsionych. Stopy i nadstopia mają niezbyt gęste skopule. Stopy zwieńczone są dwoma pazurkami i przypazurkową kępką włosków. Opistosoma u obu płci jest z wierzchu ciemnobrązowa i porośnięta długimi szczecinkami rudymi, a od spodu jasnobrązowa. U obu płci zaopatrzona jest we włoski parzące typu I i III oraz pośrednie między tymi typami. 
U samca odnóża pierwszej pary mają na goleniach apofizy (haki) w formie ostrogi z wspólną nasadą i dwoma odgałęzieniami. Nogogłaszczki samca mają goleń z guzkiem na stronie tylno-bocznej a bulbus z gładkimi kilami prolateralnym dolnym i wierzchołkowym oraz piłkowanym kilem przedwierzchołkowym. Genitalia samicy mają dwie osobne spermateki o szerokiej i zaopatrzonej w zmiennego kształtu płytkę podstawie, wąskiej i dobrze wyodrębnionej szyjce oraz niemal kolistym wierzchołku.

## Ekologia i występowanie
Gatunek neotropikalny, endemiczny dla Kuby, znany wyłącznie z prowincji Holguín. Zamieszkuje lasy z udziałem drzew zrzucających liście oraz zadrzewienia zdominowane przez kokkoloby. Występuje w pobliżu wybrzeża, od poziomu morza do rzędnych 300 m n.p.m. Chętnie bytuje pod kamieniami i w ściółce. W owym siedlisku występuje sympatrycznie z ptasznikami Cyrtopholis ramsi, Phormictopus cochleasvorax i Phormictopus auratus. Okres rozrodczy przynajmniej częściowo przypada na porę ciepłą. Przebadane kokony jajowe samic zawierały od 31 do 49 młodych.